# Anorgasme
Anorgasme er manglen på orgasme under ellers nydelsesfuld stimulering. Det er langt mere udbredt blandt kvinder end mænd.[kilde mangler] Tilstanden kan være forbundet med et psykologisk ubehag, en aversion overfor seksuel nydelse, eller en grundlæggende mangel på viden om, hvad kvinden finder fysisk nydelse i og hvad der ville kunne resultere i orgasme.
| Sex | Spire Denne artikel om sex eller sexologi er en spire som bør udbygges. Du er velkommen til at hjælpe Wikipedia ved at udvide den. |